# Volcan Orca
Le volcan Orca est un volcan sous-marin près de l'île du Roi-George en Antarctique. Il est situé dans le détroit de Bransfield qui sépare les îles Shetland du Sud de la péninsule Antarctique.
Bien qu'il soit inactif, la dernière activité volcanique sur le mont sous-marin d'Orca est considérée comme s'étant produite dans un passé récent car il y a des anomalies de température dans l'eau de mer autour du mont sous-marin et des micro-organismes thermophiles et hyperthermophiles ont été trouvés sur ce mont sous-marin.

## Histoire
Le mont sous-marin a été nommé pour la première fois par le professeur chilien O. González-Ferrán en 1987, d'après l'orque souvent aperçue dans ces eaux,.
Il a été cartographié et étudié par les scientifiques présents sur le brise-glace Polarstern lors d'une croisière en Antarctique en 2005.

## Géologie
Le cratère mesure environ 3 km de diamètre au sommet, 20 km de diamètre à la base et culmine à près de 1 000 m au-dessus du fond de l'océan.
Les échantillons obtenus du mont sous-marin Orca ont été identifiés comme étant du basalte et des andésites basaltiques, suggérant l'existence de produits plus différenciés, tels que les dacites ou les rhyolites.
La zone présente des conditions d'extension géodynamique résultant d'une interaction complexe des plaques tectoniques Shetland, de l'Antarctique et le résidu de la Plaque de Phœnix.
En août 2020, le plus grand essaim sismique enregistré dans l'histoire de la région a commencé à se produire. Entre 36 000 et 85 000 tremblements de terre ont été détectés en quelques mois seulement, certains atteignant une magnitude de 6,0.
L'essaim était situé au large du sud de l'Île du Roi-George, à quelques kilomètres seulement du mont sous-marin Orca, que l'on croyait éteint. Certaines études indiquent que les tremblements de terre ont été produits par une intrusion magmatique, bien qu'il n'y ait aucune preuve précise que le volcan soit entré en éruption en raison de la faible densité de l'instrumentation présente dans la région.